# العلاقات الروسية الغامبية
العلاقات الروسية الغامبية هي العلاقات الثنائية التي تجمع بين روسيا وغامبيا.

## مقارنة بين البلدين
هذه مقارنة عامة ومرجعية للدولتين:
| وجه المقارنة                                              | روسيا                                   | غامبيا       |
| --------------------------------------------------------- | --------------------------------------- | ------------ |
| المساحة (كم2)                                             | 17.08 مليون                             | 11.30 ألف    |
| عدد السكان (نسمة)                                         | 146.80 مليون                            | 2.10 مليون   |
| الكثافة السكانية (ن./كم²)                                 | 8.59                                    | 185.84       |
| العاصمة                                                   | موسكو                                   | بانجول       |
| اللغة الرسمية                                             | اللغة الروسية                           | لغة إنجليزية |
| العملة                                                    | روبل روسي                               | دالاسي غامبي |
| الناتج المحلي الإجمالي (بليون دولار)                      | 1.58 تريليون                            | 1.01 مليار   |
| الناتج المحلي الإجمالي (تعادل القوة الشرائية) بليون دولار | 3.69 تريليون                            | 3.34 مليار   |
| الناتج المحلي الإجمالي الاسمي للفرد دولار أمريكي          | 9.09 ألف                                | 471          |
| الناتج المحلي الإجمالي للفرد دولار أمريكي                 |                                         |              |
| مؤشر التنمية البشرية                                      | 0.798                                   | 0.441        |
| رمز المكالمات الدولي                                      | +7                                      | +220         |
| رمز الإنترنت                                              | .ru، .рф، .рус ‏، .su                    | .gm          |
| المنطقة الزمنية                                           | Magadan Time ‏، ت ع م+02:00، ت ع م+12:00 | 00           |

## منظمات دولية مشتركة
يشترك البلدان في عضوية مجموعة من المنظمات الدولية، منها:
| علم المنظمة | اسم المنظمة                        | تاريخ انضمام روسيا | تاريخ انضمام غامبيا |
| ----------- | ---------------------------------- | ------------------ | ------------------- |
|             | مؤسسة التنمية الدولية              | 16 يونيو 1992      | 18 أكتوبر 1967      |
|             | يونسكو                             | 21 أبريل 1954      | 1 أغسطس 1973        |
|             | مؤسسة التمويل الدولية              | 12 أبريل 1993      | 19 سبتمبر 1983      |
|             | منظمة حظر الأسلحة الكيميائية       | ?                  | ?                   |
|             | الأمم المتحدة                      | 24 أكتوبر 1945     | 21 سبتمبر 1965      |
|             | الاتحاد الدولي للاتصالات           | 1866               | 27 مايو 1974        |
|             | منظمة الشرطة الجنائية الدولية      | 27 سبتمبر 1990     | ?                   |
|             | البنك الدولي للإنشاء والتعمير      | 16 يونيو 1992      | 18 أكتوبر 1967      |
|             | الاتحاد البريدي العالمي            | ?                  | ?                   |
|             | وكالة ضمان الاستثمار متعدد الأطراف | 29 ديسمبر 1992     | 11 سبتمبر 1992      |
|             | منظمة التجارة العالمية             | 22 أغسطس 2012      | ?                   |

## وصلات خارجية
- موقع وزارة الخارجية الروسية
- موقع وزارة الخارجية الغامبية